# Draba dolomitica
Draba dolomitica är en korsblommig växtart som beskrevs av Karl Peter Buttler. Draba dolomitica ingår i släktet drabor, och familjen korsblommiga växter. Inga underarter finns listade i Catalogue of Life.